# Élivágar
Na mitologia nórdica, Élivágar (traduzido do nórdico antigo: "Ondas de Gelo") eram rios que existiam em Ginnungagap no começo do mundo. A Edda em Prosa diz:
Os riachos chamados Ondas de Gelo, aqueles que eram tão longos vindos das fontes que o veneno fermentado sobre eles havia endurecido como a escória que escorre do fogo - estes então tornaram-se gelo; e quando o gelo parou de correr, então congelou acima. Mas a chuva que nasceu do veneno congelou em geada, e a geada aumentou, geada sobre geada, uma sobre a outra, até mesmo em Ginnungagap, o Vazio Bocejante. Gylfaginning 5.
Os onze rios tradicionalmente associados ao Élivágar são o Svöl, Gunnþrá, Fjörm, Fimbulþul, Slíðr, Hríð, Sylgr, Ylgr, Við, Leiptr e Gjöll (que flui mais próximo do portão de Hel e é atravessado pela ponte Gjallarbrú), embora muitos outros rios adicionais são mencionados em ambos os Eddas.
Os rios parecem atuar como fronteiras entre diferentes terras, seja entre os deuses e os gigantes ou entre o mundo mitológico e o mundo mortal.
Os Élivágar também estão na origem de Ymir, o primeiro gigante. Segundo Vafthrúdnismál, Ymir foi formado a partir do veneno que escorria dos rios.
Como é dito acima, quando a levedura venenosa dos Élivágar congelou e espalhou-se pelas margens, caiu como chuva no ar ameno de Ginnungagap. A geada, infundida com o frio de Niflheim, de onde os Élivágar nascem na fonte Hvergelmir, começou a preencher o vazio. Em seguida, combinou-se com o fogo vivificante e o calor de Muspelheim, derretendo e pingando e dando forma a Ymir, o gigante que deu origem aos gigantes do gelo.
Noutra parte, Gylfaginning diz que "Tantas serpentes estão em Hvergelmir com Nídhögg que ninguém consegue contá-las." Essas serpentes são presumivelmente a fonte do veneno referido no mito.
Uma referência ao rio Leiptr aparece em Helgakviða Hundingsbana II, onde a Valquíria Sigrún amaldiçoa o seu irmão Dagr por ter assassinado o seu marido Helgi Hundingsbane, apesar de ele ter feito um juramento sagrado de fidelidade a Helgi na "água brilhante de Leiptr" (ljósa Leiftrar vatni):
| Þik skyli allir eiðar bíta, þeir er Helga, hafðir unna at inu ljósa Leiftrar vatni ok at úrsvölum Unnarsteini. | Now may every oath thee bite That with Helgi sworn thou hast, By the water bright of Leipt, And the ice-cold stone of Uth. |  |